# Capidava auriculata
Capidava auriculata är en spindelart som beskrevs av Simon 1902. Capidava auriculata ingår i släktet Capidava och familjen hoppspindlar. Inga underarter finns listade.